# De mi flor
De mi flor es el decimoquinto álbum de estudio de la banda argentina de rock y pop Los Tipitos, publicado en CD y formato digital el 17 de mayo de 2019.
El álbum es un homenaje al folclore argentino y presenta versiones de zambas y chacareras, además de algunas composiciones propias.

## Historia
El primer acercamiento con la música de los integrantes de Los Tipitos se dio con el folclore, especialmente con esas canciones ya tradicionales que se enseñaban en la escuela. De esos orígenes surgió la idea de grabar un álbum conformado íntegramente por temas folclóricos, tanto propios como ajenos.
La dirección artística de "De mi flor" estuvo a cargo del maestro, arreglador y guitarrista Lucho González, quien en su extensa y reconocida trayectoria ha tocado, producido y arreglado para figuras de la música como Mercedes Sosa, Chabuca Granda y el Trio Vitale-Baraj-González, entre otros.
En algunas de las canciones, Los Tipitos cuentan con la colaboración de grandes artistas del folclore argentino como Abel Pintos, Chaqueño Palavecino, Peteco Carabajal, Lito Vitale, Franco Luciani y el dúo Orozco-Barrientos, entre otros.
“Emocionados vimos como el folclore nos recibía con los brazos abiertos de la mano de sus máximos referentes y nos quedó un disco maravilloso que contiene 12 canciones”, explicaron los integrantes del grupo.
Entre esas canciones se destaca la zamba de Robustiano Figueroa Reyes «Mujer, niña y amiga» interpretada con Abel Pintos y tres temas de Atahualpa Yupanqui: «Canción para Doña Guillermina», «Los hermanos» y «Las cruces». Además, el álbum presenta siete temas compuestos en letra y música por Los Tipitos.
El disco cierra con una versión de «Campanas en la noche», canción aparecida en el exitoso álbum Armando Camaleón hecha en esta oportunidad con "El Colo" Juan José Vasconcellos, del grupo salteño Los Huayra.

## Lista de canciones
| N.º   | Título                                                  | Duración |  |
| 1.    | «Los hermanos» (con Chaqueño Palavecino)                | 2:36     |  |
| 2.    | «La sanatera» (con Peteco Carabajal)                    | 3:23     |  |
| 3.    | «Mujer, niña y amiga» (con Abel Pintos)                 | 3:24     |  |
| 4.    | «El ladrón»                                             | 5:03     |  |
| 5.    | «Las cruces»                                            | 2:54     |  |
| 6.    | «Río»                                                   | 3:24     |  |
| 7.    | «Prendido a una guitarra»                               | 2:12     |  |
| 8.    | «Andando»                                               | 2:39     |  |
| 9.    | «No me olvides» (con Lito Vitale)                       | 3:24     |  |
| 10.   | «Canción para Doña Guillermina» (con Orozco-Barrientos) | 3:07     |  |
| 11.   | «El encuentro»                                          | 2:51     |  |
| 12.   | «Campanas en la noche» (con Juan José Vasconcellos)     | 3:41     |  |
| 38:38 |                                                         |          |  |

## Músicos

#### Los Tipitos
- Walter Piancioli — voz, coros, pianos, teclados y guitarras.
- Raúl Ruffino — voz, coros, guitarras.
- Martín González Puig — voz, percusión, batería.
- Federico Bugallo — bajo, coros.

#### Artistas invitados
- Chaqueño Palavecino — en «Los hermanos».
- Peteco Carabajal — en «La sanatera».
- Abel Pintos — en «Mujer, niña y amiga».
- Lito Vitale — en «No me olvides».
- Orozco-Barrientos — en «Canción para Doña Guillermina».
- Juan José Vasconcellos — en «Campanas en la noche».